# Luis Espinosa (Tecpatán)
Luis Espinosa es una localidad del estado mexicano de Chiapas. Es parte del municipio de Tecpatán.

## Demografía
| Gráfica de evolución demográfica |
|                                  |

| Censo | Población |
| ----- | --------- |
| 1921  | 317       |
| 1930  | 98        |
| 1940  | 349       |
| 1950  | 509       |
| 1960  | 961       |
| 1970  | 1 053     |
| 1980  | 1 186     |
| 1990  | 1 532     |
| 2000  | 1 615     |
| 2010  | 1 727     |
| 2020  | 1 773     |